# گالیم (III) هیدروکسید
گالیم (III) هیدروکسید (به انگلیسی: Gallium(III) hydroxide) با فرمول شیمیایی Ga(OH)۳ یک ترکیب شیمیایی است. که جرم مولی آن ۱۲۰٫۷۴۳۷ g/mol می‌باشد. 